# Pardosa sichuanensis
Pardosa sichuanensis là một loài nhện trong họ Lycosidae.
Loài này thuộc chi Pardosa. Pardosa sichuanensis được Yu & Da-xiang Song miêu tả năm 1991.